# 오픈 소스 콜라

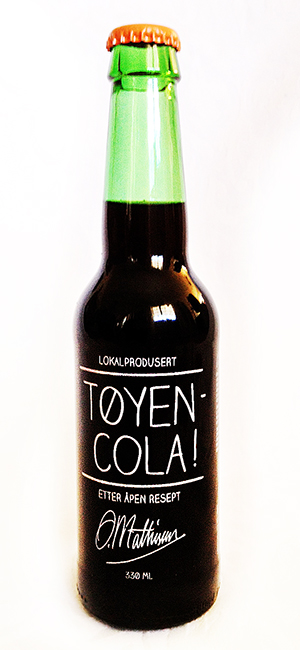
Tøyen-Cola!: GPL로 배포된 큐브 콜라, 노르웨이. (2015)

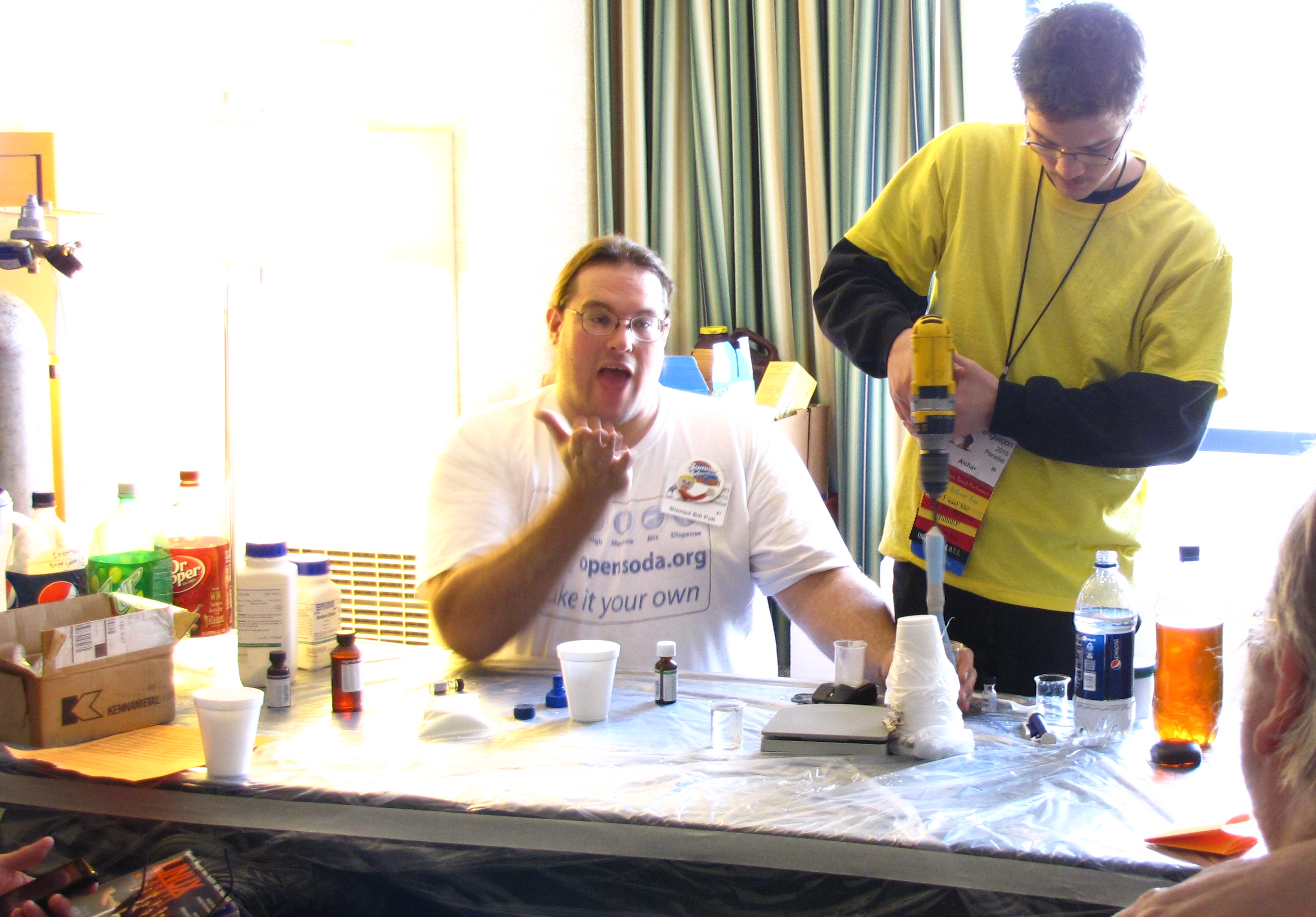
Penguicon 8에서 오픈 소스 콜라 "오픈소다"를 제작하는 모습. (2010)

오픈 소스 콜라(open-source cola)는 기 게시되고 공유 가능한 요리법에 따라 제작된 콜라 소프트 드링크이다. 비밀로 감추어진 코카-콜라 공식과 달리 이 레시피는 공개적으로 게시되어 있으며 재사용이 장려된다. 오픈콜라와 큐브 콜라 레시피의 문구는 GNU 일반 공중 사용 허가서(GPL)로 배포된다.

## 레시피
콜라는 농축액과 풍미 시럽(flavoring syrup 또는 향료시럽)으로 제작되며 음료를 생산하기 위해 다량의 성분과 혼합된다. 완성된 콜라 농축액은 오픈 콜라 제작자들 중 일부에 의해 판매된다.
다량의 성분에는 감미료(설탕이나 인공 감미료), 카페인, 신맛을 내는 재료, 인산 또는 시르트산이 포함된다. 이것들을 풍미 블렌딩 단계 이후 나중에 추가하면 1회량의 설탕과 카페인 수치를 선호도에 따라 조절할 수 있게 된다.
코카-콜라 자체의 풍미 시럽은 내부적으로 머천다이즈 7엑스(Merchandise 7X)로 알려져 있으며 이는 오픈 레시피와 상호 참조된다.

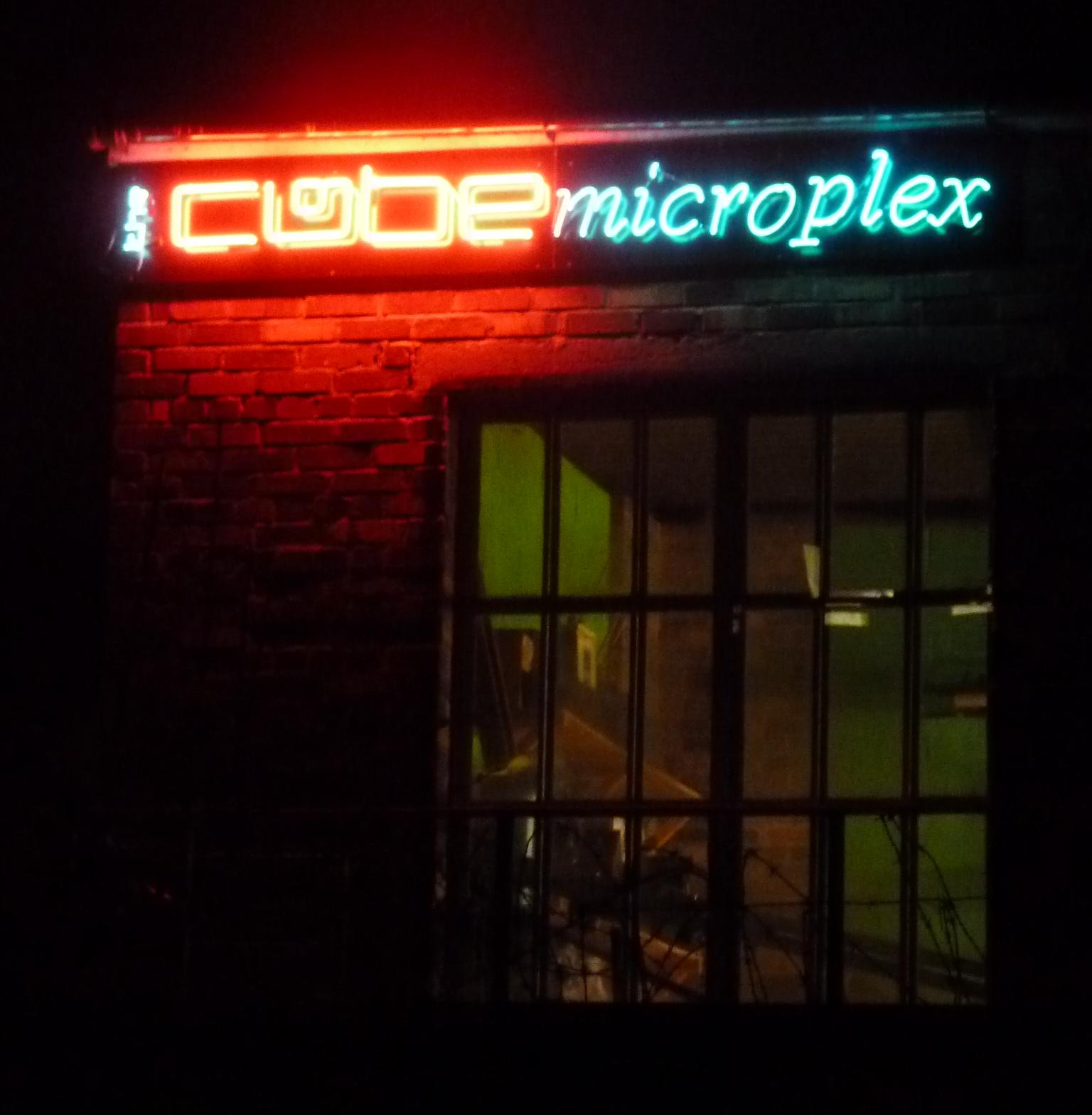
Cube Microplex: 큐브 콜라의 본고장

일반적인 풍미시럽의 레시피는 물(water)과 아라비아껌 그리고 8개의 방향유에 기반을 둔다:
- 아라비아 껌(Gum arabic)
- 오렌지 오일(orange oil)
- 라임 오일
- 육계나무 오일(cassia oil)
- 레몬 오일
- 육두구 오일(nutmeg oil)
- 고수 오일(coriander oil)
- 라벤더속 오일(lavender oil)
- 네롤리(neroli) 오일

이것들은 펨버턴 레시피(Pemberton recipe)에 기반을 둔다. 이것이 코카-콜라 레시피로 주장되고 있으나 코카-콜라 컴퍼니에서는 부인하고 있다. 이 레시피는 메로리 레시피(Merory recipe) 와 빌 레시피(Beal recipe)와도 비슷하다. 이 레시피에서 빠진 한 가지 성분은 콜라 넛(kola nut)이지만 이는 리드 레시피(Reed's recipe)에 등장하였다.

## 오픈콜라
오픈콜라 소프트웨어 컴퍼니가 홍보용으로 제조하는 예로 오픈콜라가 포함된다. 브리스틀의 큐브 마이크로플렉스 영화관에서는 큐브 콜라가 생산된다.
노르웨이의 Tøyen-Cola는 큐브 콜라의 하나이다.

## 우분투 콜라
오픈 소스 콜라와 혼동되는 콜라는 우분투 콜라이다. 이름이 오픈 소스 우분투 운영 체제 배포판과 혼동이 있지만 우분투 콜라는 오픈 소스 콜라가 아니다.

## 같이 보기
- 코카콜라 공식(Coca-Cola formula)